# Juho-Pekka Petäjäniemi
Juho-Pekka Petäjäniemi (ur. 12 września 1986 r. w Vihti) – fiński wioślarz.

## Osiągnięcia
- Mistrzostwa Europy – Montemor-o-Velho 2010 – dwójka podwójna wagi lekkiej – 19. miejsce[1].